# مسجد دارالامان
مسجد دارالامان در خیابان فردوسی شهر سنندج قرار دارد. این مسجد در دوران حکومت قاجار و توسط غلام شاه خان فرزند امان‌الله خان اردلان در ضلع شرقی قلعه حکومتی شهر ساخته شد. مسجد دارای صحنی زیبا و ایوان بزرگی است که در پشت آن شبستان وسیعی قرار دارد و از نظر معماری با مسجد دارالاحسان قابل مقایسه است. این بنا هم ابتدا به صورت مسجد–مدرسه بود، که با احداث خیابان فردوسی بخش مدرسه آن از بین رفت. مسجد دارالامان یک ایوانی است و سبک معماری دوره قاجاریه درساخت آن کاملاً رعایت شده است.